# Tjekkiets håndboldlandshold (damer)
Tjekkiets håndboldlandshold for kvinder er det kvindelige landshold i håndbold for Tjekkiet. Det repræsenterer landet i internationale håndboldturneringer. De reguleres af Český svaz házené.
Holdet deltog ved VM 1995, 1997, 1999, 2003, 2013 og 2017, hvor det blev til landsholdet bedste resultat med en 8. plads ved VM.

## Resultater

### VM
- VM 1995: 13-16.-plads
- VM 1997: 13.-plads
- VM 1999: 19.-plads
- VM 2003: 15.-plads
- VM 2013: 15.-plads
- VM 2017: 8.-plads
- VM 2021: 19.-plads
- VM 2023: 8.-plads

### EM
- EM 1994: 8.-plads
- EM 2002: 8.-plads
- EM 2002: 15.-plads
- EM 2012: 12.-plads
- EM 2016: 10.-plads
- EM 2018: 15.-plads
- EM 2020: 15.-plads

## Seneste Trup
Den nuværende spilletrup under VM i kvindehåndbold 2023 i Danmark/Norge/Sverige.
Landstræner:  Bent Dahl
| Nr. | Navn                | Position     | Alder                      | Kampe | Mål | Klub                    |
| --- | ------------------- | ------------ | -------------------------- | ----- | --- | ----------------------- |
| 9   | Adéla Stříšková     | Målvogter    | 14. december 2000 (24 år)  | 26    | 43  | DHK Baník Most          |
| 14  | Kamila Kordovská    | Venstre back | 4. december 1997 (27 år)   | 84    | 175 | Handball Plan-de-Cuques |
| 22  | Markéta Šustáčková  | Højre back   | 9. april 1997 (27 år)      | 39    | 49  | Molde Elite             |
| 24  | Eliška Desortová    | Venstre back | 19. april 2000 (24 år)     | 1     | 0   | HC DAC Dunajská Streda  |
| 31  | Alena Stellnerová   | Stregspiller | 22. august 1989 (35 år)    | 67    | 66  | Sokol Písek             |
| 31  | Natálie Kuxová      | Playmaker    | 30. september 2003 (21 år) | 10    | 8   | DHK Baník Most          |
| 33  | Petra Kudláčková    | Målvogter    | 17. oktober 1994 (30 år)   | 67    | 1   | DHC Slavia Praha        |
| 34  | Julie Franková      | Venstre back | 4. oktober 2000 (24 år)    | 18    | 4   | DHC Slavia Praha        |
| 38  | Anna Franková       | Højre fløj   | 4. oktober 2000 (24 år)    | 17    | 28  | TuS Metzingen           |
| 44  | Dominika Zachová    | Højre fløj   | 4. juni 1997 (27 år)       | 59    | 193 | DHK Baník Most          |
| 48  | Sára Kovářová       | Højre back   | 9. februar 1999 (26 år)    | 19    | 40  | MKS Lublin              |
| 51  | Markéta Jeřábková   | Venstre back | 8. februar 1996 (29 år)    | 89    | 406 | Ikast Håndbold          |
| 67  | Veronika Malá       | Venstre fløj | 6. maj 1994 (30 år)        | 92    | 274 | SG BBM Bietigheim       |
| 79  | Sabrina Novotná     | Målvogter    | 2. juli 2000 (24 år)       | 10    | 0   | TJ Sokol Lázně Kynžvart |
| 91  | Anna Jestříbková    | Stregspiller | 29. februar 2004 (20 år)   | 0     | 0   | DHK Baník Most          |
| 96  | Charlotte Cholevová | Venstre back | 29. juli 2002 (22 år)      | 21    | 62  | Brest Bretagne Handball |